# Luis Doreste
Luis Doreste Blanco (* 7. března 1961 Las Palmas de Gran Canaria) je bývalý španělský jachtař.
V roce 1976 se stal juniorským mistrem světa ve třídě Optimist. Na Letních olympijských hrách 1984 zvítězil s Robertem Molinou ve třídě 470. V roce 1987 vyhrál na mistrovství světa v jachtingu třídu Létající Holanďan. V této disciplíně se stal v roce 1988 mistrem Evropy a skončil třináctý na olympiádě. Na barcelonské olympiádě v roce 1992 přednesl za sportovce olympijský slib a vyhrál s Domingem Manriquem třídu Létající Holanďan. Stal se tak prvním španělským sportovcem, který získal dvě zlaté olympijské medaile. V roce 1995 byl členem posádky mistrů světa ve třídě Soling. Byl vlajkonošem španělské výpravy na olympiádě v roce 1996, kde obsadil sedmé místo ve třídě Star.
Zúčastnil se také jachtařských závodů Louis Vuitton Cup a Pohár Ameriky. Vystudoval informatiku na Katalánské polytechnické univerzitě. Na olympiádě reprezentovali Španělsko v jachtingu také jeho bratři Manuel Doreste, Gustavo Doreste a José Luis Doreste.